# Cero Desechos

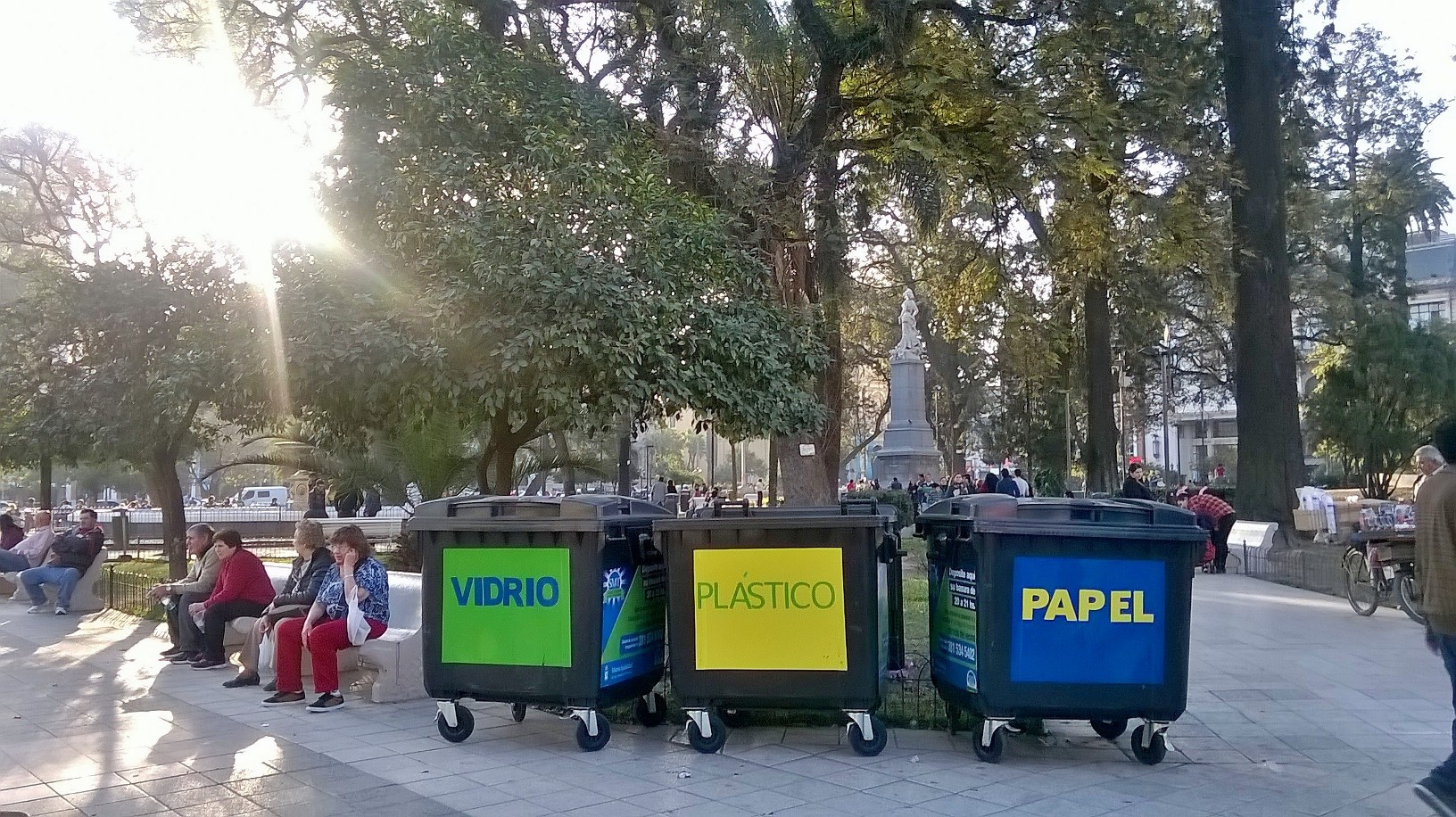
Contenedores de reciclaje

Cero Desechos (en inglés: zero waste) es un conjunto de principios centrados en la prevención de residuos que fomenta el rediseño de los ciclos de vida de los recursos para reutilizar todos los productos. El objetivo de este movimiento es evitar enviar la basura a los vertederos, a enterramientos, a disposición a cielo abierto, a las incineradoras, a cuerpos de agua o al océano. Actualmente, sólo se recicla el 9 % del plástico mundial. En un sistema de residuo cero, el material se reutilizará hasta alcanzar el nivel óptimo de consumo. La definición adoptada por la Alianza Internacional Cero Residuos (ZWIA) es:
Cero Residuos: La conservación de todos los recursos mediante la producción, el consumo, la reutilización y la recuperación responsables de todos los productos, envases y materiales, sin quemarlos y sin vertidos a la tierra, el agua o el aire que amenacen el medio ambiente o la salud humana.
Cero Residuos se refiere a la prevención de residuos en contraposición a la gestión de residuos al final del proceso. Se trata de un enfoque sistémico cuyo objetivo es cambiar radicalmente la forma en que los materiales fluyen por la sociedad, de modo que no se produzcan residuos. El concepto de cero residuos va más allá de la eliminación de residuos mediante la reducción, la reutilización y el reciclaje. Se centra en reestructurar los sistemas de distribución y producción para reducir los residuos. Residuo cero proporciona directrices para trabajar continuamente en la eliminación de los residuos.
Los defensores esperan que la regulación gubernamental sea necesaria para influir en las decisiones industriales sobre el diseño de productos y envases, los procesos de fabricación y la selección de materiales. También afirman que la eliminación de residuos reduce la polución y los costes debido a la menor necesidad de materias primas.

## Historia

### Inicios

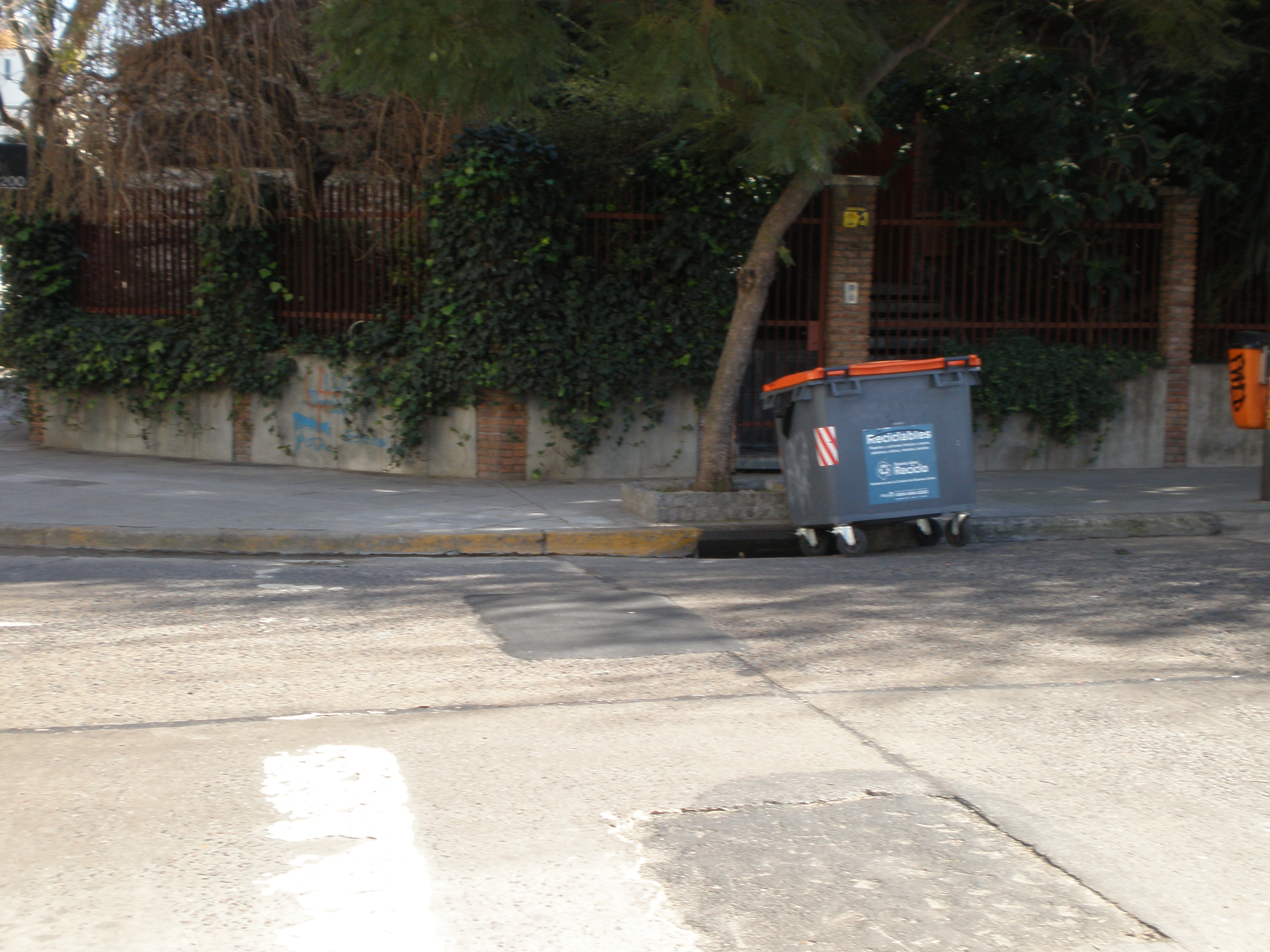
Contenedor de basura seca

El movimiento adquirió notoriedad y alcanzó su punto álgido entre 1998 y 2002, y desde entonces ha pasado de la teoría a la acción, centrándose en cómo se estructura y se comporta una comunidad de cero residuos. El nacimiento de organizaciones como Zero Waste International Alliance, Eco-Cycle, GrassRoots Recycling Network y Global Zero Waste, realizan actividades de capacitación y concientización sobre este tipo de prácticas.
La Junta de Gestión Integrada de Residuos de California estableció un objetivo de cero residuos en 2001. El Departamento de Medio Ambiente de la ciudad y el condado de San Francisco estableció el mismo objetivo en 2002, lo que condujo a la Ordenanza de Reciclaje y Compostaje Obligatorio de la ciudad en 2009. Con su ambicioso objetivo de cero residuos y sus políticas, San Francisco alcanzó una tasa de desviación récord del 80 % en 2010, la más alta de cualquier ciudad norteamericana. La ciudad recibió una puntuación perfecta en la categoría de residuos en el Índice de Ciudades Verdes de Estados Unidos y Canadá de Siemens, convirtiéndose según esta última compañía en la ciudad más ecológica de Norteamérica.

### Auge internacional
Bea Johnson, una activista francoamericana de California, decidió aplicarlo en su hogar de cuatro personas. En 2009 empezó a compartir su experiencia a través del popular blog Zero Waste Home y, en 2010, apareció en The New York Times. El artículo, que introdujo a la corriente principal el concepto de vida sin residuos, recibió muchas críticas de personas que lo confundían con un estilo de vida bohemio. Estas críticas empezaron a cambiar después de que las imágenes de la familia y su interior se difundieran ampliamente en los medios de comunicación de todo el mundo.
En 2013, Johnson publicó Zero Waste Home: The Ultimate Guide to Simplifying your Life by Reducing your Waste. Este libro ofrece una serie de estrategias para eliminar la cantidad de residuos producidos en un hogar promedio. Traducido en 27 idiomas, este bestseller internacional ayudó a difundir el concepto a un amplio público. Algunos de los seguidores y lectores de Bea iniciaron sus propios blogs, como Lauren Singer, una activista que vive en Nueva York, cuyos canales de medios sociales difundieron el concepto a las nuevas generaciones.
Por su parte, Marie Delapierre abrió la primera tienda sin envases en Alemania (basada en el concepto de Unpackaged) y Natalie Bino se encargó de crear una de las primeras fundaciones defensoras del concepto de cero residuos, llamada Zero Waste Switzerland. A lo largo de los años, este estilo de vida ha experimentado un importante aumento de seguidores. Han surgido en todo el mundo miles de canales de medios sociales, blogs, tiendas sin envases, líneas de reutilización y organizaciones. Y a su vez, la rápida evolución del movimiento de base creó una demanda para que grandes empresas, como Unilever y Procter and Gamble, concibieran alternativas reutilizables a los productos desechables.

## El movimiento en México
En México el movimiento cero residuos fue popularizado por la activista ambiental Gabriela Baeza con el cortometraje Cero Basura, que se viralizó después de que Baeza buscó ayuda en Greenpeace para que la idea se hiciera realidad. Días después de la reunión, el cortometraje fue utilizado en la campaña de Greenpeace cero plásticos y la cantante mexicana Ximena Sariñana lo publicó en sus redes sociales. De ahí la idea fue adoptada por diferentes empresas y por el gobierno federal para diferentes campañas. Tras el éxito del cortometraje, Baeza continuó trabajando para que el movimiento logre mayor relevancia, invitando mediante diversas campañas a unirse al reto de vivir sin basura.
En México aún no existen programas oficiales de Cero Basura apegados a la filosofía internacional de cero residuos; sin embargo, la Organización de Educación Ambiental A.C. la voz ciudadana que promueve un mundo sin basura y Metropolitana Compañía de Seguros, implementaron el primer programa piloto empresarial de cero residuos, transformando los depósitos de basura en un centro de residuos limpios y separados con una recuperación cercana al 90%.

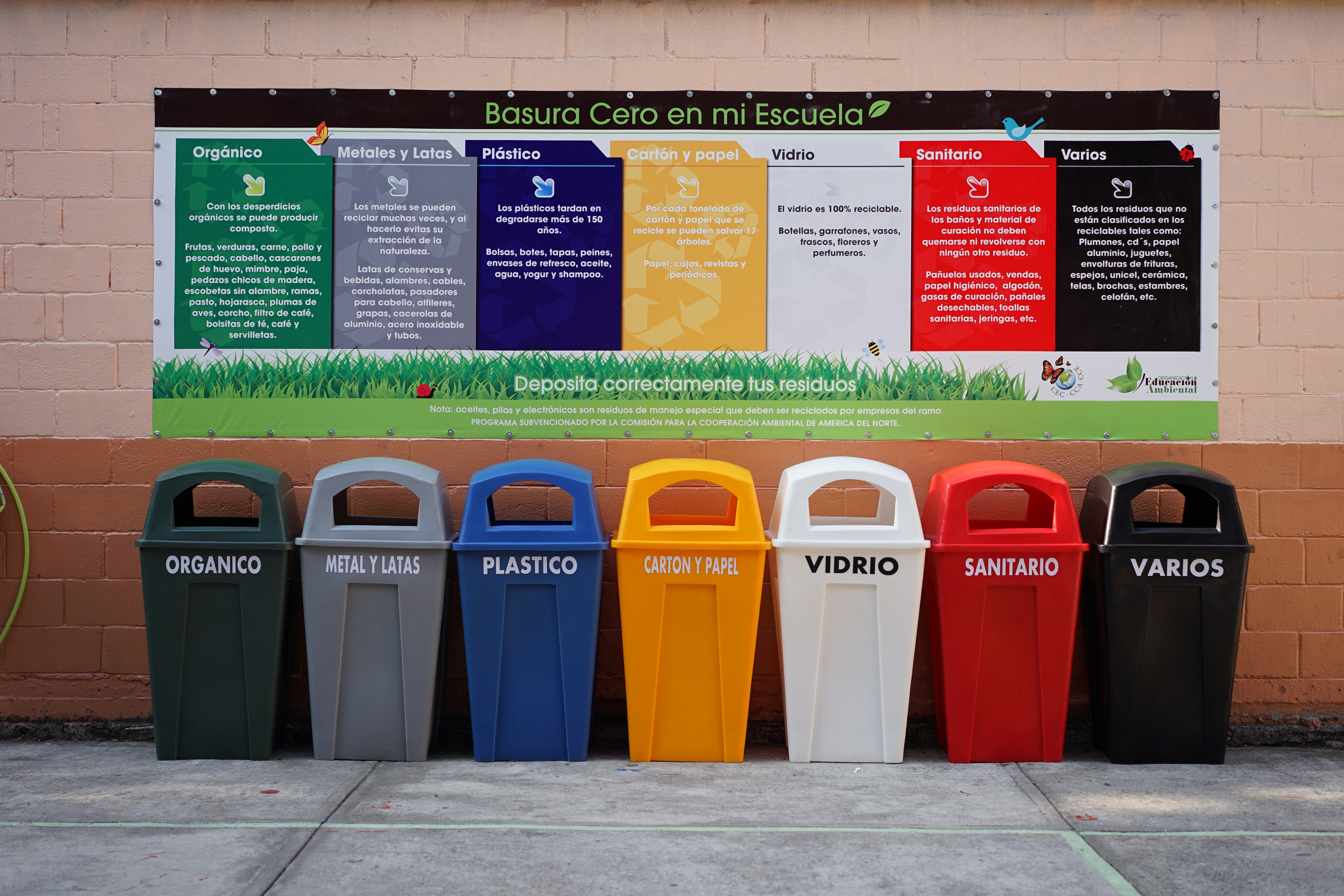
Centro de acopio Punto Verde

Ante la problemática ambiental ocasionada por la basura, la cual afecta social y ambientalmente a las comunidades, la Organización de Educación Ambiental creó el programa Cero basura en mi Escuela, el cual, en alianza estratégica con Praxair México y United Way World Wide se implementó en varios estados del país, bajo un esquema de Responsabilidad Social y Mejores Prácticas. En 2016, el programa fue reconocido por la Comisión para la Cooperación Ambiental de América del Norte quien, en el marco de la Alianza de América del Norte para la Acción Comunitaria Ambiental (NAPECA, por sus siglas en inglés), otorgó una subvención para ser implementado en escuelas públicas de la Ciudad de México, donde el programa se consolida como una herramienta innovadora para la enseñanza del manejo correcto de residuos en el sector escolar. 
Este programa modelo funciona bajo la normatividad internacional y los principios de la Zero Waste International Alliance, la cual promueve la máxima recuperación de residuos reciclables, así como la eliminación de los vertederos. A fin de expandir el programa a los estados del país, la ONG creó la Red Ambientalista del Programa Cero Basura, conformada por reconocidas organizaciones a nivel nacional. Hasta 2017, el proyecto ha sido financiado con fondos extranjeros de Praxair, United Way Worldwide, la Comisión para la Cooperación Ambiental de América del Norte y NAPECA. La primera empresa mexicana en sumarse a este esfuerzo es Café del Pacífico Caffenio (Hermosillo).
Según Pierre Terrás, coordinador de la campaña de Tóxicos de Greenpeace en México, en la propuesta de Gabriela Baeza, se deben tomar en cuenta "tres ejes fundamentales, uno de ellos es fijar metas de reducción en la generación de residuos a corto, mediano y largo plazo; por otra parte, comprometer e involucrar a productores, comerciantes y comercializadores para que rediseñen sus productos y cambien tipos de embalajes; y por último, fortalecer los programas de reciclaje y separación de residuos".

## Personalidades destacadas

Annie Leonard, autora del documental La historia de las cosas, es una de las figuras más representativas del movimiento.

Desde su nacimiento, el movimiento residuo cero has sido defendido y promovido por varias personas alrededor del mundo. A continuación, se relacionan algunas de las personalidades más destacadas de esta iniciativa.
- Bea Johnson, activista ambiental nacida en Francia y nacionalizada estadounidense, es considerada la fundadora del movimiento. Es autora del libro Zero Waste Home y del blog del mismo nombre.[24]
- Lauren Singer, activista estadounidense, fundó la compañía The Simply Co., en la que ofrece productos básicos para llevar a cabo el estilo de vida que promulga el movimiento.[25]
- Annie Leonard, conocida por su documental La historia de las cosas, que trata sobre el ciclo vital de bienes y servicios.[26]
- Gabriela Baeza, mexicana licenciada en ciencias del medio ambiente, publicó en 2017 un documental titulado El reto, en el que cuenta su experiencia personal con el movimiento residuo cero e insta a las personas a ponerlo en práctica.[27]
- Eric Lundgren, empresario estadounidense, fundador de IT Asset Partners, empresa de reutilización de productos electrónicos y reciclaje híbrido.[28]
- Bénédicte Moret, activista y escritora francesa, publicó el libro Famille presque zéro déchet que brinda consejos para acoger esta filosofía en el hogar.[29]
- Courtney Carver, escritora y activista estadounidense, ha publicado varios libros sobre el activismo del decrecimiento.[30]
- Coral Ruz, directora y fundadora del Zero Waste Berlin Festival, en primer festival europeo totalmente cero residuo enfocado en traer juntos a profesionales y ciudadanos alrededor de los temas de zero waste, circularidad y sostenibilidad.
- Sandra Pinzón, CEO y fundadora de Global Zero Waste, ONG internacional líder en la creación de estándares de economía circular desde 2012, publicó el Global Zero Waste Standard con la Norma Internacional del Sistema de Gestión Zero Waste en 2013.

### Organizaciones Globales
- Listado de la Zero Waste International Alliance
- Global Zero Waste

### Organizaciones Internacionales
- Zero Waste Europe

### Organizaciones Regionales
- Página gubernamental sobre la ley en Buenos Aires
- residuo cero Rosario
- Asociación Residuo Cero Región de Murcia

- Datos: Q1772402
- Multimedia: Zero waste / Q1772402